# Monica Mondardini
Monica Mondardini (Cesena, 26 septembre 1960 ) est une dirigeante d'entreprise italienne, administratrice déléguée de CIR et de la société contrôlée Gruppo Editoriale L'Espresso.

## Biographie
Diplômée en statistiques et sciences économiques à l'université de Bologne, Monica Mondardini a débuté la profession de manager dans le secteur de l'édition en 1985 auprès du Gruppo Fabbri, en participant à un projet de développement international. 
En 1990, elle arrive chez Hachette (groupe Lagardère) en tant que directrice de la filiale espagnole d'Hachette Livre. Elle est ensuite nommée directrice de la branche internationale qui siège à Paris, ainsi que membre du comité exécutif d'Hachette Livre. 
En 1998, elle rejoint le groupe Assicurazioni Generali en qualité de chef de la direction d'Europ Assistance à Paris. Deux ans plus tard, elle revient en Italie pour occuper le poste de Responsable du Service de Planification et de Contrôle auprès de la direction de Generali à Trieste. 
En 2001, elle part pour Madrid pour occuper le poste d'administratrice déléguée de Generali Espagne . 
Le 1er décembre 2008, elle devient l'administratrice déléguée du Gruppo Editoriale L'Espresso, un des principaux groupes d'édition du pays. Sous sa conduite, malgré un contexte difficile tant du point de vue économique que pour le secteur, Espresso est l'une des rares entreprises italiennes de l’édition à présenter un bilan positif . 
Le 20 mai 2010, elle est nommée membre du conseil d'administration de la banque française Crédit agricole.
En 2012, elle devient administratrice déléguée de CIR (Compagnie Industriali Riunite), holding qui contrôle le Gruppo Editoriale L'Espresso, SOGEFI et KOS. 
En 2015, elle devient également présidente de SOGEFI.
Conseil d'administration du groupe Atlantia

## Distinctions
- En 2014, Monica Mondardini a été reconnue personnalité italienne de l'année en France par l'ambassade et la Chambre de commerce françaises en Italie [6],[7].
- Le 12 mai 2016 elle reçoit la Légion d'honneur[8]